# كأس سان مارينو 2012–13
كأس سان مارينو 2012–13 (بالإيطالية: Coppa Titano 2012-2013)‏ هو الموسم 53 من كأس سان مارينو. أقيم خلال الفترة 1 سبتمبر 2012 وحتى 29 أبريل 2013، وأشرف على تنظيمه اتحاد سان مارينو لكرة القدم، وكان عدد الأندية المشاركة فيه 15، وفاز فيه نادي لا فيوريتا.